# Пошивайло Явдоха Данилівна
Явдо́ха Дани́лівна Пошива́йло (6 березня 1910 — 27 квітня 1994) — українська гончарна художниця, представниця опішнянської школи художньої мальовки. Ініціаторка першого в УРСР приватного музею гончарства.

## Дитячі та юнацькі роки
Народилася в Опішні в багатодітній сім'ї Бородавки. Рано осиротіла:
|  | «Я осталась сиротою. Батьків я не знаю: люди забрали і в людей я росла, і вчилась малювати. Тоді я вивчилась і пішла по кустарях — в Горілея малювала..., в Пругла Макара і в других...» (Явдоха Пошивайло) |

## Творча робота
У 18 років одружилася з потомственим гончаром Гаврилом Пошивайлрм. З цього часу і почала творити. За роки спільного життя виховала 3 синів.
В Опішні існує давня традиція: твори чоловіка-гончаря мусять побувати в руках дружини-малювальниці. Тому Явдоха Пошивайло оздоблювала твори чоловіка рослинними й зооморфними декоративними композиціями. Мотиви мальовки народжувалися миттєво. Квіти, виноградна лоза, риби й птахи оживали на мисках, тарелях, вазах, глечиках, макітрах, барильцях, куманцях. Гончарна мальовка Явдохи Пошивайло, виконана фляндрівкою й ріжкуванням, була «густою», соковитою.
На початку 1930-х СРСР придушував українське ремісництво репресіями та колгоспами. Була кількість трудоднів у полі, які кожен колгоспник мав відробити. Гаврило та Явдоха Пошивайли мусили покинути рідне містечко і виїхати в Харків, аби хоч якось продовжити творчу діяльність. Згодом в Опішні запрацював завод «Художній керамік», і вони повернулись. Проте існували норми, які мусив виробити кожен гончар. I лише вдома, після роботи, Явдоха з чоловіком ліпили та розфарбовували те, що хотіла їх душа.
Натхненницею створення Музею гончарства в Опішні була саме Явдоха Пошивайло. Вона дала настанову своєму внукові Олесю Пошивайлу створити музей. Зусиллями господині було зібрано велику колекцію гончарських творів Гаврила Пошивайла. Так, у 1970-х рр. виник перший в УРСР приватний музей гончарства.

## Останні роки
Явдоха Пошивайло до останнього подиху жила гончарством. Навіть за кілька місяців до смерті, тяжко хвора, вона брала папір, фломастери чи олівці й наносила на папір гончарні орнаменти.